# Lyonesse

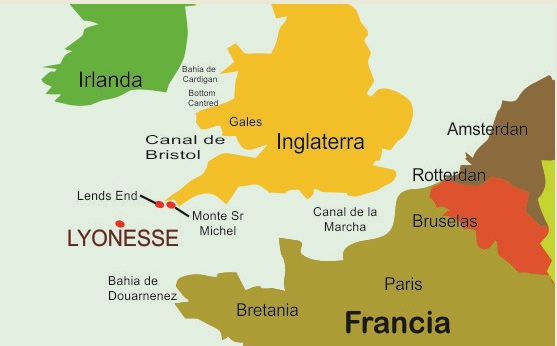
Ubicazione dell'isola perduta di Lyonesse

Lyonesse, Lyoness, o Lyonnesse è un'isola leggendaria scomparsa, che, secondo la tradizione, faceva parte delle isole Scilly (sud-ovest della Cornovaglia). È stata più volte associata con Avalon. La famiglia Trevelyan di Cornovaglia prende il suo stemma da una leggenda locale: "quando Lyonesse fu sommersa dalle acque, solo un uomo di nome Trevelyan riuscì a scappare su un cavallo bianco". Da quel giorno sullo scudo della famiglia fu rappresentato un cavallo bianco che emerge dalle onde.

## Lyonesse nelle leggende arturiane
Secondo le leggende arturiane, a Lyonesse nacque Tristano, figlio di re Meliodas (o Rivalen). Uno dei segni del ritorno di re Artù sarà la ricomparsa dalle acque di Lyonesse.
La poesia epica di Lord Alfred Tennyson, Idilli del re, dice che a Lyonesse fu combattuta la battaglia finale tra Artù e Mordred.
Un'ipotesi più scientifica e credibile identifica Lyonesse con il porto di Dunwich.

## Re di Lyonesse
Ci sono tracce del fatto che nel periodo romano le isole di Scilly comprendevano una grande isola, conosciuta come Siluram Insulam (o Sylina Insula). Secondo la leggenda, Lyonesse si estendeva da Scilly all'estremità occidentale della Cornovaglia ed ebbe 140 chiese. La sua capitale era la Città dei leoni (a volte riferita con il nome di Carlyon). I nomi dei tradizionali sovrani di Lyonesse derivano dalla mitologia gallese e da quella arturiana. Tristram Fawr sarebbe stato un personaggio storico della Cornovaglia.
- San Ffelig (metà, circa, del V secolo).

Tutto quello che si conosce su Ffelig, ricordato come Felix, viene dalla Prose Tristan e dai successivi romanzi italiani. Nei racconti più tardi è considerato il padre di Meliodas.
- Meliodas ap Ffelig (seconda metà del V secolo)

Figlio di san Ffelig, sposò Isabella, figlia di re Meirchion di Cornovaglia.
- Tristram Fawr, Tristano "il Vecchio" (VI secolo).

Figlio di Meliodas, è il famoso Tristano delle leggende arturiane. Fu mandato dallo zio materno, re Mark di Cornovaglia, per prendere in consegna la sua futura moglie, Iseult (Isotta) e portarla dall'Irlanda. Tristano si innamorò di Iseult, ma finì per sposare un'altra donna con lo stesso nome, Iseult "dalle bianche braccia", di cui, però, non era innamorato. Alla fine morì per il cuore spezzato dalla moglie gelosa, che lo ingannò dicendogli che il suo vero amore lo aveva tradito. 
- Tristram Fychan, Tristano "il Giovane" (morto nel 537).

Figlio di Tristram Fawr, appare solo nelle molto tarda novella italiana I due Tristani.
Dopo la battaglia di Camlann, che sarebbe stata combattuta nel 537, gli uomini di re Artù fuggirono attraverso l'ovest di Lyonesse, inseguiti da Mordred e dai suoi uomini. Gli uomini di Artù sopravvissero raggiungendo le isole di Scilly, mentre gli uomini di Mordred perirono nell'inondazione.

## Lyonesse nella mitologia celtica
La leggende di un regno scomparso appare nella mitologia bretone e in quella della Cornovaglia. In epoca cristiana ciò fu visto come una specie di Sodoma e Gomorra di Cornovaglia, cioè come un esempio di punizione divina provocata da una vita non virtuosa, sebbene nel pensiero cornico Lyonesse rimase come una terra mistica e mitica, comparabile al Tír na nÓg della mitologia irlandese.
Esiste un parallelo bretone nella storia della città d'Ys, anche questa sommersa dalle acque come risultato della sua immoralità e con un solo sopravvissuto, scappato su un cavallo: re Gradlon.
È stato suggerito che la leggenda di Lyonesse rappresenti una straordinaria sopravvivenza della memoria popolare dell'inondazione delle isole di Scilly e della baia di Mount (vicino a Penzance). Per esempio, il nome cornico di Monte san Michele è Carrack Looz en Cooz - letteralmente, "la roccia grigia nel bosco". La popolazione della Cornovaglia attorno a Penzance crede ancora in maniera molto forte in una foresta sommersa nella baia di Mount, di cui vengono mostrate "tracce" ai visitatori (petrified drift wood).